# Élections européennes de 1989 en Italie
 (février 2021).
Si vous disposez d'ouvrages ou d'articles de référence ou si vous connaissez des sites web de qualité traitant du thème abordé ici, merci de compléter l'article en donnant les références utiles à sa vérifiabilité et en les liant à la section « Notes et références ».
Les élections européennes de 1989 en Italie (en italien : Elezioni europee del 1989 in Italia) se tiennent le 18 juin 1989, afin d'élire les 81 députés européens italiens de la 3e législature du Parlement européen.
Le scrutin est marqué par un recul assez net du Parti communiste italien (PCI), une poussée du Parti socialiste italien (PSI) et l'émergence de partis écologistes et autonomistes, qui parviennent à capter près de 8 % des voix. De nouveau en recul, le taux de participation reste néanmoins supérieur à 80 % et dépasse donc de 20 points la moyenne européenne.

## Contexte
L'Italie est membre fondateur de la Communauté européenne du charbon et de l'acier (CECA) en 1951, de la Communauté économique européenne (CEE) en 1957 et de la Communauté européenne de l'énergie atomique (Euratom) en 1958. Le démocrate chrétien Alcide De Gasperi et le communiste Altiero Spinelli sont considérés comme faisant partie des « pères de l'Europe ».
Au sein de la Commission Delors I, formée en 1985, le démocrate chrétien Lorenzo Natali est vice-président, commissaire à la Coopération, au Développement et à l'Élargissement, tandis que le socialiste Carlo Ripa di Meana est commissaire aux Questions institutionnelles, à la Politique de l'information, à la Culture et au Tourisme.
Aux élections européennes du 17 juin 1984, le Parti communiste italien (PCI) réussit pour la seule et unique fois de son histoire le « sorpasso » : avec 33,3 % des voix et vingt-sept députés européens sur 81, il devance de 0,3 point et un siège la Démocratie chrétienne (DC), première force politique italienne depuis 1946 et qui réalise son plus mauvais résultat depuis 1953.
Le Parti socialiste italien (PSI), stable, confirme sa troisième place dans le jeu politique en réunissant 11,2 % des voix et neu élus. Il reste ainsi nettement devant le Mouvement social italien – Droite nationale (MSI-DN), qui remporte cinq parlementaires et 6,5 %. Il est ainsi talonné par l'alliance entre le Parti républicain italien et le Parti libéral italien (PRI-PLI), deux formations membres du groupe libéral qui totalisent 6 % des exprimés et cinq mandats.
Ensemble, ils dépassent donc le Parti social-démocrate italien (PSDI), qui se contente de 3,5 % et trois députés européens, manquant de seulement 25 000 bulletins de se faire devancer par le Parti radical (PR), qui obtient autant de sièges avec 3,4 %.
En 1988, le démocrate chrétien Ciriaco De Mita est nommé président du Conseil des ministres et gouverne avec l'appui du Pentapartito qui associe la DC, le PSI, le PSDI, le PLI et le PRI.
Le XXXVe congrès du Parti radical en avril 1989 décide que le parti renonce à toute compétition électorale afin de promouvoir des objectifs dépassant le cadre partisan. Une partie du PR décide toutefois de se présenter avec une liste intitulée Liste contre l'interdiction des drogues (LAD), tandis que d'autres rejoignent l'alliance PRI-PLI sous le nom de « Fédéralistes ».

## Mode de scrutin
Les députés européens sont élus au scrutin proportionnel plurinominal pour un mandat de cinq ans.
Le territoire italien est divisé en cinq circonscriptions, correspondant aux groupes de régions de l'ISTAT. Il n'y a pas de seuil électoral.
Le jour du vote, chaque électeur choisit dans sa circonscription une liste de candidats, et peut émettre jusqu'à trois votes de préférence. À l'issue du scrutin, les sièges sont répartis au niveau national à la proportionnelle de Hare. Les sièges attribués à chaque parti sont ensuite distribués dans les circonscriptions et accordés en priorité aux candidats ayant reçu le plus grand nombre de voix préférentielles.
Les candidatures représentant des minorités linguistiques (présentes en Vallée d'Aoste, Trentin-Haut-Adige et Frioul-Vénétie Julienne) ont la possibilité de se rattacher à une liste nationale. Dans ce cas, les votes obtenus par les minorités s'ajoutent à ceux de la liste de rattachement, et un siège est attribué à tout candidat linguistique dont la candidature rassemble au moins 50 000 suffrages.

## Campagne

### Principales forces politiques
| Parti | Parti                                                                                     | Groupe | Groupe          | Idéologie                                                       | Secrétaire       |
| ----- | ----------------------------------------------------------------------------------------- | ------ | --------------- | --------------------------------------------------------------- | ---------------- |
|       | Démocratie chrétienne Democrazia Cristiana                                                |        | Populaire       | Centre Démocratie chrétienne, antifascisme, anticommunisme      | Arnaldo Forlani  |
|       | Parti communiste italien Partito Comunista Italiano                                       |        | Gauche unitaire | Gauche Communisme, eurocommunisme, marxisme-léninisme           | Achille Occhetto |
|       | Parti socialiste italien Partito Socialista Italiano                                      |        | Socialiste      | Centre gauche Socialisme, social-démocratie, social-libéralisme | Bettino Craxi    |
|       | Mouvement social italien – Droite nationale Movimento Sociale Italiano - Destra Nazionale |        | Non-inscrits    | Extrême droite Néofascisme, nationalisme, anticommunisme        | Gianfranco Fini  |
|       | Parti républicain italien Partito Republicano Italiano                                    |        | Non-inscrits    | Centre Républicanisme, mazzinisme                               | Giorgio La Malfa |
|       | Parti libéral italien Partito Liberale Italiano                                           |        | Libéral         | Centre droit Libéralisme, Libéral-conservatisme, libérisme      | Renato Altissimo |
|       | Parti social-démocrate italien Partito Socialista Democratico Italiano                    |        | Socialiste      | Centre gauche Social-démocratie, socialisme                     | Antonio Cariglia |

## Résultats

### Voix et sièges
| Parti                    | Parti                                                | Suffrages  | Suffrages | Sièges  | Sièges        |
| Parti                    | Parti                                                | Voix       | %         | Députés | +/-           |
| ------------------------ | ---------------------------------------------------- | ---------- | --------- | ------- | ------------- |
|                          | Démocratie chrétienne (DC)                           | 11 451 053 | 32,90     | 26      | en stagnation |
|                          | Parti communiste italien (PCI)                       | 9 598 369  | 27,58     | 22      | 5             |
|                          | Parti socialiste italien (PSI)                       | 5 151 929  | 14,80     | 12      | 3             |
|                          | Mouvement social italien – Droite nationale (MSI-DN) | 1 918 650  | 5,51      | 4       | 1             |
|                          | Parti libéral italien (PLI)                          | 1 532 388  | 4,40      | 3       | 1             |
|                          | Parti républicain italien (PRI)                      | 1 532 388  | 4,40      | 1       | 2             |
|                          | Les Verts Européens - Liste Verte (VE-LV)            | 1 317 119  | 3,78      | 3       | 3             |
|                          | Parti social-démocrate italien (PSDI)                | 945 383    | 2,72      | 2       | 1             |
|                          | Les Verts Arc-en-ciel (VA)                           | 830 980    | 2,32      | 2       | 2             |
|                          | Ligue lombarde - Alliance du Nord (LL-AN)            | 636 242    | 1,83      | 2       | 2             |
|                          | Démocratie prolétarienne (DP)                        | 449 639    | 1,29      | 1       | en stagnation |
|                          | Liste contre la prohibition des drogues (LAD)        | 430 150    | 1,24      | 1       | 2             |
|                          | Autres                                               | 542 415    | 1,57      | 2       | en stagnation |
|                          |                                                      |            |           |         |               |
| Votes valides            | Votes valides                                        | 34 804 317 | 92,63     |         |               |
| Votes blancs et nuls     | Votes blancs et nuls                                 | 2 768 442  | 7,37      |         |               |
| Total                    | Total                                                | 37 572 759 | 100,00    | 81      |               |
| Abstention               | Abstention                                           | 8 774 202  | 18,93     |         |               |
| Inscrits / participation | Inscrits / participation                             | 46 346 961 | 81,07     |         |               |

### Analyse
Ce scrutin atteint un nouveau record d'abstention dans l'histoire républicaine puisque plus de huit millions d'Italiens ne se déplacent pas aux urnes.
Si la DC reste stable, perdant à peine 0,6 point et conservant l'intégralité de ses mandats, le PCI subit lui une défaite sérieuse. Premier parti du pays à l'issue du scrutin de 1984, il est relégué à sa traditionnelle deuxième place après avoir abandonné 2 116 100 voix, soit 5,8 points et 20 % de sa délégation parlementaire. Ce recul ne permet toutefois pas aux démocrates chrétiens de réussir le grand chelem des cinq circonscriptions puisque les communistes continuent de dominer l'Italie centrale.
Le PSI, toujours troisième, réalise pour sa part le meilleur résultat de son histoire. Il obtient ainsi plus de voix qu'aux élections générales de 1987 à la Chambre des députés et établit, à cette époque, son record de suffrages favorables en réunissant 1 211 500 voix et trois députés de plus qu'en 1984. C'est également la seule fois dans son histoire où il obtient plus de 14,5 % des exprimés. À cette époque, il devient la première force politique à faire élire plus de dix députés hors DC et PCI. Il laisse ainsi loin derrière lui le MSI-DN, qui perd un point et un siège.
L'alliance PLI-PRI est un nouvel échec, puisqu'elle abandonne 30 % de ses suffrages du scrutin précédent et un élu. La répartition des candidatures conduit même à la perte de deux députés sur trois pour les républicains. La coalition est suivie par la Fédération des listes vertes (FLV), une des trois forces émergentes de ces élections avec Les Verts Arc-en-ciel (VA) et la Ligue lombarde - Alliance Nord (LL-AN). Ensemble, ces trois formations captent en effet 2 784 200 suffrages exprimés, soit 7,9 % et sept élus.
Le PSDI, toujours en recul puisqu'il tombe sous la barre des 3 %, est ainsi distancé par la FLV, tandis que les VA et la LL-AN surpassent la DP, qui n'évolue pas en comparaison avec le précédent scrutin. Enfin, la LAD, qui cherche à occuper l'espace politique du Parti radical (qui a renoncé à toute compétition électorale), perd les deux tiers de la représentation parlementaire des radicaux en divisant leur résultat électoral par trois.

Carte de résultats des élections de 1989.
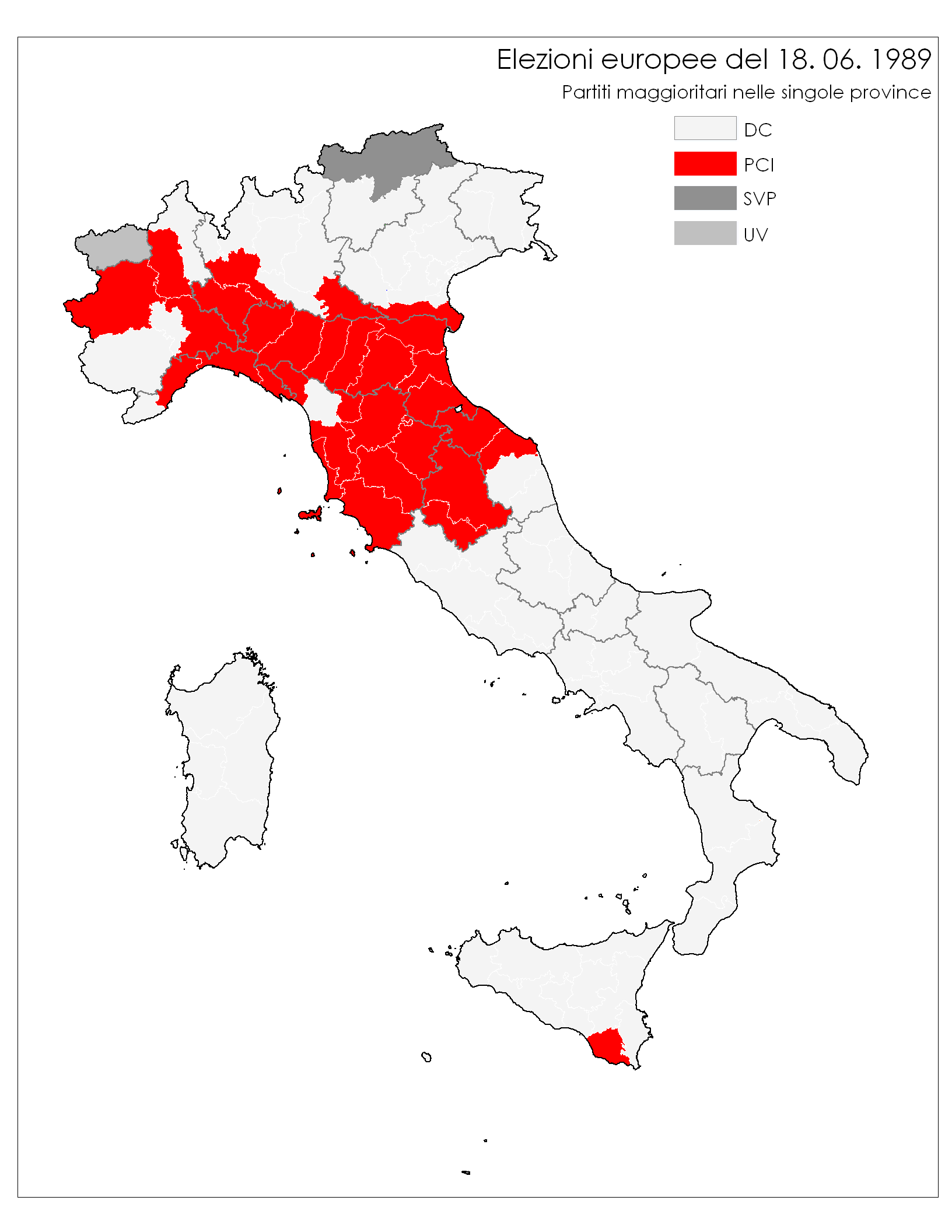
Parti en tête par province.

### Conséquences
Quelques mois après le scrutin, le PCI prend le « tournant de Bologne » qui l'amènera à renoncer au communisme au profit de la social-démocratie.